# 张凡 (冶金工业部)
张凡（1915年—1984年），原名张文华，曾用名张也农，回族，山东济宁市中区熊家街人，中华人民共和国政治人物，曾任中华人民共和国第七机械工业部副部长、中华人民共和国冶金工业部副部长，第六届全国政协委员。

## 生平
1928年考入济宁的山东省立第七中学。1932年7月考入曲阜的山东省立第二师范学校。1936年夏考入北平师范大学地理系。
1938年2月肄业于西北联合大学。1938年2月入陕北公学十二队学习。1938年4月加入中国共产党。1938年底参与筹建晋西北青年救国联合会，1939年2月1日当选为晋西北青年救国联合会（青联）执委兼组织部长。晋绥新民主主义教育实验学校副校长。1947年4月作为晋绥边区青年代表随中央青委陈家康出席了在捷克斯洛伐克首都举行的国际学生联合会理事会和第一届世界青年联欢节。1947年10月任中央团校副教育长，后任教育长。
1951年2月任团中央组织部副部长。1952年12月任沈阳冶炼厂厂长。1955年4月任哈尔滨101厂（东北轻合金加工厂）厂长，正值全国第一座大型铝镁合金加工厂兴建伊始，1959年该厂被评为出席全国群英会的先进集体。1958年8月调任黑龙江省冶金工业厅厅长。后兼任中共黑龙江省委常委。1961年调任东北局计委副主任等职。1964年11月任第七机械工业部副部长（1965年2月至1966年5月在任），负责航天工业西南三线建设。1976年10月至1979年3月再次出任第七机械工业部副部长，兼任中国人民解放军基本建设工程兵七机部指挥部政委。1979年2月至1982年3月任冶金工业部副部长，分管有色金属工业，中国有色金属加工工业协会第一届名誉理事长。